# ویلارد فن در ویر
ویلارد فن در ویر (انگلیسی: Willard Van der Veer؛ ۲۳ اوت ۱۸۹۴ – ۱۶ ژوئن ۱۹۶۳) یک فیلم‌نامه‌نویس، و فیلم‌بردار اهل ایالات متحده آمریکا بود. 
وی همچنین برنده جوایزی همچون جایزه اسکار بهترین فیلمبرداری در سال ۱۹۳۰ برای فیلم به همراه برد در قطب جنوب شده است.